# Jackson Rathbone
Monroe Jackson Rathbone V (* 14. prosince 1984 Singapur) je americký herec a zpěvák. Jeho nejznámější rolí je Jasper Hale ve filmu Stmívání.

## Osobní život
Jackson se narodil v Singapuru, žil na hodně místech od Indonésie po Texas. Začal hrát v místním divadle v Midlandu s mladým hereckým programem The Pickwick Players. Jakson chodil na školu Interlochen Arts Academy, kde se učil herectví. Po promoci odešel do Los Angeles.
Založil svou skupinu 100 Monkeys. Věnoval se také hodně sportu - obzvlášť basketbalu, baseballu, běhu a fotbalu. Nakonec si ale kvůli nedostatku času musel vybrat. Vybral si herectví a muziku.

## Kariéra
Měl menší role v seriálech O.C. a Close to Home. Pak hrál ve filmech Molding Clay, Pray for Morning, a Travis and Henry.
V roce 2008 dostal roli ve filmu Stmívání, kde hraje Jaspera Hale. V roce 2009 natočil jeho pokračování Nový měsíc. Jakson i se i nyní věnuje herectví a chystá na rok 2012 film Zombie Hamlet.

## Filmografie
- 2012 – Cowgirls n' Angels
- 2012 – DaZe: Vol. Too (sic) – NonSeNse
- 2012 – The Idiot
- 2012 – Live at the Foxes Den
- 2012 – Twilight sága: Rozbřesk – 2. část
- 2011 – Aim High
- 2011 – Twilight sága: Rozbřesk – 1. část
- 2011 – Zombie Hamlet
- 2010 – Girlfriend
- 2010 – No Ordinary Family
- 2010 – The Last Airbender ... Sokka
- 2010 – The Twilight Saga: Eclipse (Zatmění) ... Jasper Hale
- 2009 – DaZe: Vol. Too (sic) – NonSeNse ... Jehosefat
- 2009 – Dread ... Stephen Grace
- 2009 – S. Darko ... Jeremy
- 2009 – The Twilight Saga: New Moon (Nový měsíc) ... Jasper Hale
- 2008 – Hurt ... Conrad Coltrane
- 2008 – Twilight (Stmívání) ... Jasper Hale
- 2008 – Uklízeč (TV seriál)
- 2008 – Velký maturitní mejdan
- 2007 – Ten Největší ... Robbie the Hippie
- 2007 – The Valley of Light ... Travis
- 2006 – Modli se za ráno ... Connor
- 2006 – O.C. (TV seriál) ... Justin Edwards
- 2005 – Myšlenky zločince ... Adam Jackson
- 2005 – Báječní lidé (TV seriál) ... Nicholas Fiske
- 2005 – Rodinná válka (TV seriál) ... Dylan